# Karl Friedrich (Politiker, 1867)
Karl Friedrich (* 28. März 1867 in Eger, Königreich Böhmen; † 9. Januar 1951 in Nieder-Weisel) war ein tschechoslowakischer Politiker (Deutsche Nationalpartei) deutscher Nationalität. Er war von 1920 bis 1929 Senator im Senat, dem Oberhaus des Parlaments der Ersten Tschechoslowakischen Republik mit Sitz in Prag.

## Leben und Werk
Er besuchte das Gymnasium in Eger und studierte Rechtswissenschaften an der Deutschen Universität in Prag. Anschließend arbeitete er im Finanzamt in Eger, wo er 1919 zum Oberfinanzrat ernannt wurde. Als solcher kandidierte er 1920 erfolgreich für die Deutsche Nationalpartei der Tschechoslowakei und wurde in den Senat gewählt. 1925 war seine Wiederwahl erfolgreich.
Nach der Anfang Oktober 1938 erfolgten deutschen Besetzung der Sudetengebiete infolge des Münchner Abkommens beantragte er am 31. Dezember 1938 die Aufnahme in die NSDAP und wurde rückwirkend zum 1. Dezember desselben Jahres aufgenommen (Mitgliedsnummer 6.825.881). Er wurde Mitglied der NSDAP-Ortsgruppe Eger. Nach Ende des Zweiten Weltkrieges wurde er als Nationalsozialist aus der wiedergegründeten Tschechoslowakei vertrieben. Er ließ sich in Hessen nieder, wo er 1951 starb.